# Pro Caelio
 (août 2025).
Le Pro Caelio (« Pour Caelius ») est une plaidoirie de Cicéron prononcée devant le préteur en défense de Marcus Caelius Rufus, le 4 avril 56 av. J.-C.
Dès l'Antiquité, il fut considéré comme un chef-d'œuvre d'éloquence judiciaire.

## L'affaire
Malgré le discours de Cicéron, cette affaire, que V. Cousin qualifie de « procès mondain aux prolongements politiques », reste mystérieuse à bien des égards.

### L'accusé
Marcus Caelius Rufus (88/87 - 48) naît d'un père chevalier romain. Celui-ci confie son fils devenu adulte à des maîtres prestigieux, Crassus et Cicéron. En 63 il abandonne ce dernier pour se tourner vers Catilina. Il ne fut pas impliqué dans la conjuration. Il se rapproche de César et de Pompée, dont il est le bras armé, en 59, dans l'accusation d'un gouverneur de province véreux. Selon Quintilien, sa jeune et fougueuse éloquence fit mouche et il obtint gain de cause tout en se faisant remarquer. La porte de la carrière politique s'ouvrait à lui. L'amour l'en détourne un moment: il rencontre une fille libérée de la plus haute noblesse, Clodia, dont il devint l'amant. Clodia est la sœur de P. Clodius Pulcher, le meneur des Populares à Rome. En 56, Caelius est accusé de violence (de vi).

### L'accusation

#### Acteurs
L'accusateur est un jeune homme, L.  Sempronius Atratinus, fils d'un ami de Cicéron, par ailleurs. Il est épaulé par P. Clodius et Herennius Balbus. Les historiens voient la main de Clodia derrière l'accusation.

#### Argumentation
Comme Cicéron n'intervient que sur une partie de l'accusation, il n'est pas aisé de rétablir l'ensemble. Il semble que l'accusation porte sur cinq griefs: voies de fait (de vi) à Naples et sur une ambassade, assassinat (sur un ambassadeur), dégradation d'une propriété (?), tentative d'assassinat (sur Clodia).
Le tout intervient dans le cadre d'un dossier qui agite le monde politique romain de l'époque, l'affaire du rétablissement du roi d'Egypte Ptolémee XII, renversé par sa fille et réfugié à Rome. Les Égyptiens envoient une ambassade à Rome pour plaider leur cause, emmenée par le philosophe Dion. Dès son débarquement au port de Puteoli, elle est attaquée par des bandes armées. Il y a des morts. Plus tard, Dion est assassiné dans la villa d'un partisan de Pompée.
L'acte d'accusation, pour ce qui concerne la partie développée par Cicéron, vise donc Caelius pour:
- avoir organisé l'attaque de la délégation;
- avoir organisé le meurtre de l'ambassadeur Dion;
- avoir voulu faire assassiner Clodia : il lui aurait emprunté de l'or pour financer les deux premiers crimes et aurait donc voulu se débarrasser de ce témoin gênant, dont il n'était plus l'amant...

Atratinus et Balbus se chargent d'attaquer la personne de Caelius (mœurs, moralité, personnalité); P. Clodius développe quant à lui les charges sur le fond. On voit également intervenir un certain L. Herennius, par ailleurs ami de Cicéron, qui se concentre sur les débauches de Caelius.

### La défense

#### Acteurs
Caelius assure sa propre défense, épaulé par le triumvir M. Crassus et Cicéron, ses anciens mentors.

#### stratégie
Caelius plaide en premier, Crassus en second, Cicéron en dernier.
Les deux premières plaidoiries devaient avoir pour but de démonter les quatre premières accusations. Ceci fait, Cicéron intervient sur le cinquième  grief (tentative d'assassinat sur Clodia) dont il démontre l'inanité vu la réfutation antérieure des autres points.
Caelius est acquitté.

## Renommée
Quintilien le tenait pour un chef-d'œuvre d'éloquence judiciaire. Avec plus de 20 mentions, le pro Caelio est l'un des discours de Cicéron qu'il cite le plus.